# Hans Heinz Moser
Hans Heinz Moser (* 9. Mai 1936 in Bern; † 5. April 2017 in Glattfelden) war ein Schweizer Schauspieler.

## Leben
Hans Heinz Moser wurde in Bern geboren und wuchs als Sohn eines Landarztes in Burgdorf auf. Am Theater Basel erlernte er die Schauspielerei und arbeitete später auf zahlreichen Schweizer Bühnen und auch in Deutschland.
Als Wachtmeister Studer gelang ihm in der Fernsehverfilmung von Friedrich Glausers Der Chinese der Durchbruch im Fernsehen. In der Folge spielte er bei der Schweizer Fernsehserie Motel (1984) und beim deutschen Fernsehen die Rolle des Dr. Hannes Bayer in der Serie Ein Heim für Tiere sowie eine Hauptrolle in den ersten beiden Staffeln der Serie Die Wache auf RTL. Weiter war Moser unter anderem in einzelnen Episoden von SOKO 5113, Der Fahnder, Ein Fall für zwei, St. Angela, Tatort, Stahlkammer Zürich und Auf Achse zu sehen.
Von 1999 bis 2007 war Moser schliesslich wieder in der Schweiz als Jean-Jacques Blanc in Lüthi und Blanc zu sehen. 2006 hatte er seine letzte Rolle im Kinofilm Grounding – Die letzten Tage der Swissair.
Moser war verheiratet. Seine Frau lernte er am Stadttheater St. Gallen kennen. Seine Interessen galten dem Buddhismus und der chinesischen Sprache. Er starb im April 2017 im Alter von 80 Jahren.

## Filmografie
- 1968: Der Meteor
- 1971: Percy Stuart – Die Weltregierung
- 1976: Krock & Co.
- 1978: Tatort: Zürcher Früchte (Fernsehreihe)
- 1978: Trilogie 1848 – Der Galgensteiger
- 1979: Der Chinese
- 1980: Matto regiert
- 1981: Auf Achse –  Lalla und Kifkif
- 1981: Familientag
- 1982: Bekenntnisse des Hochstaplers Felix Krull  (Serie)
- 1983: Point Hope
- 1984: Motel (TV-Serie)
- 1984: Der Fahnder – Die schwarzen Engel
- 1985: Gespenstergeschichten
- 1987–1992: Ein Heim für Tiere (51 Episoden)
- 1987–1998: Ein Fall für zwei (3 Episoden)
- 1987: Stahlkammer Zürich (2 Episoden)
- 1988: Der Fahnder – Der Favorit
- 1988: Spielergeschichten
- 1989–1991: Eurocops (4 Episoden)
- 1991: Gefährliche Straßen
- 1992: Sweetheart (Toutes peines confondues)
- 1993: SOKO 5113 – Wild und treu
- 1994–2002: Die Wache (53 Episoden)
- 1994: Tödliche Dienstreise
- 1996: Die Eisprinzessin
- 1997–2000: St. Angela (32 Episoden)
- 1997: Der Fischerkrieg
- 1999–2006: Lüthi und Blanc (TV-Seifenoper)
- 2001: Studers erster Fall
- 2001: Tatort: Time-Out
- 2006: Grounding – Die letzten Tage der Swissair